# Zlaté maliny za rok 1999
Zlaté maliny za rok 1999 byly udělovány 25. března 2000 v hotelu Sheraton v Santa Monice v Kalifornii k uctění nejhorších filmů roku.
Vyhlášeno bylo vedle klasických kategorií také několik speciálních kategorií u příležitosti příchodu roku 2000. Jednalo kategorie Nejhorší film desetiletí, Nejhorší nová hvězda desetiletí, Nejhorší herec století a Nejhorší herečka století.
Robert Conrad, který hrál hlavní roli Jamese T. Westa v televizním seriálu The Wild Wild West, se zúčastnil ceremonie a přijal tři ceny za filmovou verzi Wild Wild West, včetně ceny za nejhoršího filmu, aby tak vyjádřil svou nejspokojenost s filmovou adaptací.

## Nominace
| Kategorie                         | Nominace (vítěz tučně)                                                                                              |
| --------------------------------- | --- |
| Nejhorší film                     | Wild Wild West (Warner Bros.)                                                                                       |
| Nejhorší film                     | Velký táta (Columbia Pictures)                                                                                      |
| Nejhorší film                     | Záhada Blair Witch (Artisan Entertainment)                                                                          |
| Nejhorší film                     | Zámek hrůzy (DreamWorks SKG)                                                                                        |
| Nejhorší film                     | Star Wars: Epizoda I – Skrytá hrozba (20th Century Fox)                                                             |
| Nejhorší herec                    | Adam Sandler ve filmu Velký táta                                                                                    |
| Nejhorší herec                    | Kevin Costner ve filmech Hra snů a Vzkaz v láhvi                                                                    |
| Nejhorší herec                    | Kevin Kline ve filmu Wild Wild West                                                                                 |
| Nejhorší herec                    | Arnold Schwarzenegger ve filmu Konec světa                                                                          |
| Nejhorší herec                    | Robin Williams ve filmech Andrew - člen naší rodiny a Jakub lhář                                                    |
| Nejhorší herečka                  | Heather Donahue ve filmu Záhada Blair Witch                                                                         |
| Nejhorší herečka                  | Melanie Griffith ve filmu Léto v Alabamě                                                                            |
| Nejhorší herečka                  | Milla Jovovich ve filmu Johanka z Arku                                                                              |
| Nejhorší herečka                  | Sharon Stone ve filmu Gloria                                                                                        |
| Nejhorší herečka                  | Catherine Zeta-Jones ve flmech Past a Zámek hrůzy                                                                   |
| Nejhorší herec ve vedlejší roli   | Ahmed Best ve filmu Star Wars: Epizoda I – Skrytá hrozba                                                            |
| Nejhorší herec ve vedlejší roli   | Kenneth Branagh ve filmu Wild Wild West                                                                             |
| Nejhorší herec ve vedlejší roli   | Gabriel Byrne ve filmech Konec světa a Stigmata                                                                     |
| Nejhorší herec ve vedlejší roli   | Jake Lloyd ve filmu Star Wars: Epizoda I – Skrytá hrozba                                                            |
| Nejhorší herec ve vedlejší roli   | Rob Schneider ve filmu Velký táta                                                                                   |
| Nejhorší herečka ve vedlejší roli | Denise Richards ve filmu Jeden svět nestačí                                                                         |
| Nejhorší herečka ve vedlejší roli | Sofia Coppola ve filmu Star Wars: Epizoda I – Skrytá hrozba                                                         |
| Nejhorší herečka ve vedlejší roli | Salma Hayek ve filmech Dogma a Wild Wild West                                                                       |
| Nejhorší herečka ve vedlejší roli | Kevin Kline ve filmu Wild Wild West                                                                                 |
| Nejhorší herečka ve vedlejší roli | Juliette Lewis ve filmu Jiná láska                                                                                  |
| Nejhorší pár na plátně            | Kevin Kline a Will Smith ve filmu Wild Wild West                                                                    |
| Nejhorší pár na plátně            | Pierce Brosnan a Denise Richards ve filmu Jeden svět nestačí                                                        |
| Nejhorší pár na plátně            | Sean Connery a Catherine Zeta-Jones ve filmu Past                                                                   |
| Nejhorší pár na plátně            | Jake Lloyd a Natalie Portman ve filmu Star Wars: Epizoda I – Skrytá hrozba                                          |
| Nejhorší pár na plátně            | Lili Taylor a Catherine Zeta-Jones ve filmu Zámek hrůzy                                                             |
| Nejhorší režie                    | Barry Sonnenfeld za film Wild Wild West                                                                             |
| Nejhorší režie                    | Jan de Bont za film Zámek hrůzy                                                                                     |
| Nejhorší režie                    | Dennis Dugan za film Velký táta                                                                                     |
| Nejhorší režie                    | Peter Hyams za film Konec světa                                                                                     |
| Nejhorší režie                    | George Lucas za film Star Wars: Epizoda I – Skrytá hrozba                                                           |
| Nejhorší scénář                   | Wild Wild West, námět Jim Thomas a John Thomas, scénář S. S. Wilson, Brent Maddock a Jeffrey Price, Peter S. Seaman |
| Nejhorší scénář                   | Velký táta, scénář Steve Franks a Tim Herlihy & Adam Sandler                                                        |
| Nejhorší scénář                   | Zámek hrůzy, scénář David Self                                                                                      |
| Nejhorší scénář                   | Parchanti nebo poldové?, scénář Stephen T. Kay, Scott Silver a Kate Lanier                                          |
| Nejhorší scénář                   | Star Wars: Epizoda I – Skrytá hrozba, scénář George Lucas                                                           |
| Nejhorší píseň                    | "Wild Wild West" z filmu Wild Wild West                                                                             |

### Speciální ceny
| Kategorie                       | Nominace |
| ------------------------------- | --- |
| Nejhorší herec století          | Sylvester Stallone za "99.5% všeho, kde se kdy vůbec objevil"                                                  |
| Nejhorší herec století          | Kevin Costner za filmy The Postman - Posel budoucnosti, Robin Hood: Král zbojníků, Vodní svět, Wyatt Earp atd. |
| Nejhorší herec století          | Prince za filmy Graffiti Bridge, Under the Cherry Moon atd.                                                    |
| Nejhorší herec století          | William Shatner za filmy "každý Star Trek film, kde se objevil"                                                |
| Nejhorší herec století          | Pauly Shore za filmy Bio-Dome, Soudcem z nouze, Encino Man atd.                                                |
| Nejhorší herečka století        | Madonna za filmy Tělo jako důkaz, Šanghajské překvapení, Kdo je ta holka atd.                                  |
| Nejhorší herečka století        | Elizabeth Berkley za film Showgirls                                                                            |
| Nejhorší herečka století        | Bo Derek za filmy Bolero, Duchové to dokáží, Tarzan, opičí muž atd.                                            |
| Nejhorší herečka století        | Brooke Shields za filmy Modrá laguna, Endless Love, Sahara , Závodní horečka atd.                              |
| Nejhorší herečka století        | Pia Zadora za filmy Voyage of the Rock Aliens, Butterfly, Fake-Out, The Lonely Lady atd.                       |
| Nejhorší film desetiletí        | Showgirls (United Artists)                                                                                     |
| Nejhorší film desetiletí        | Jak dobýt Hollywood... (Hollywood Pictures)                                                                    |
| Nejhorší film desetiletí        | Hudson Hawk (TriStar)                                                                                          |
| Nejhorší film desetiletí        | The Postman - Posel budoucnosti (Warner Bros.)                                                                 |
| Nejhorší film desetiletí        | Striptýz (1996, Columbia a Castle Rock Entertainment)                                                          |
| Nejhorší nová hvězda desetiletí | Pauly Shore za filmy Bio-Dome, Encino Man, Soudcem z nouze atd.                                                |
| Nejhorší nová hvězda desetiletí | Elizabeth Berkley za film Showgirls                                                                            |
| Nejhorší nová hvězda desetiletí | Ahmed Best za film Star Wars: Epizoda I – Skrytá hrozba                                                        |
| Nejhorší nová hvězda desetiletí | Sofia Coppola za film Kmotr III a Star Wars: Epizoda I – Skrytá hrozba                                         |
| Nejhorší nová hvězda desetiletí | Dennis Rodman za film Double Team a Simon Sez                                                                  |